# Домбаровська сільська рада
Домба́ровська сільська рада (рос. Домбаровский сельский совет) — сільське поселення у складі Домбаровського району Оренбурзької області Росії.
Адміністративний центр — село Домбаровка.

## Населення
Населення — 1981 особа (2019; 2438 в 2010, 2485 у 2002).

## Склад
До складу сільської ради входять:
| Населений пункт       | Населення, осіб (2002) | Населення, осіб (2010) |
| --------------------- | ---------------------- | ---------------------- |
| Архангельське, село   | 276                    | 281                    |
| Бояровка, село        | 174                    | 124                    |
| Голубий Факел, селище | 824                    | 865                    |
| Домбаровка, село      | 768                    | 809                    |
| Камсак, село          | 290                    | 289                    |
| Кужанберля, село      | 153                    | 70                     |